# 中共阳春县分委旧址屯堡小学
中共阳春县分委旧址屯堡小学，位于中国广东省阳江市阳春市春城镇七星村委会山口，为阳春市文物保护单位，类型为近现代重要史迹及代表性建筑，公布时间为1983年7月。
中共阳春县分委旧址屯堡小学的历史年代为现代。